# Тополова
Тополова (пол. Topołowa) — село в Польщі, у гміні Тересін Сохачевського повіту Мазовецького воєводства.
Населення — 216 осіб (2011).
У 1975—1998 роках село належало до Скерневицького воєводства.

## Демографія
Демографічна структура станом на 31 березня 2011 року:
|          | Загалом | Допрацездатний вік | Працездатний вік | Постпрацездатний вік |
| -------- | ------- | ------------------ | ---------------- | -------------------- |
| Чоловіки | 107     | 21                 | 75               | 11                   |
| Жінки    | 109     | 24                 | 62               | 23                   |
| Разом    | 216     | 45                 | 137              | 34                   |